# تنها با هم (فیلم ۲۰۲۲)
تنها با هم (به انگلیسی: Alone Together) فیلمی محصول سال ۲۰۲۲ و به کارگردانی کیتی هلمز است. در این فیلم بازیگرانی همچون کیتی هلمز، جیم استرجس، درک لوک، ملیسا لیو، زوسیا مامیت و بکی آن بیکر ایفای نقش کرده‌اند.